# Estrada Parque Ceilândia
A DF-095, também chamada Via Estrutural ou Estrada Parque Ceilândia (EPCL) é uma rodovia radial do Distrito Federal, no Brasil. Tem aproximadamente doze quilômetros e foi criada nos anos 1970 para ligar Taguatinga e Ceilândia ao Plano Piloto, funcionando como uma Via Expressa e desafogando a Estrada Parque Taguatinga (EPTG). Com o surgimento de Vicente Pires e mais recentemente do assentamento 26 de Setembro, mostra-se ainda mais importante para os moradores da região Oeste de Brasília.
Liga regiões como Ceilândia, Taguatinga, Águas Claras, Vicente Pires, Samambaia e Cidade Estrutural, indo até Águas Lindas de Goiás. Em 2020 foi anunciada a troca do material do piso de toda a extensão da estrada de asfalto para concreto. Passam pelas seis faixas da rodovia cerca de 120 mil veículos por dia. As obras de troca de material foram oficialmente concluídas em 16 de Dezembro de 2023.